# Szentgáli Lajos
Szentgáli Lajos (Budapest, 1932. június 7. - Budapest, 2005. november 2.) Európa-bajnok magyar középtávfutó atléta, atléta szakedző.

## Sportolói pályafutása
1947-1948 között a Kereskedők Atlétikai Országos Egylete (KAOE), 1948-1963 között a Budapesti Dózsa versenyzője. Legjobb eredményeit Híres László edzői irányítása alatt érte el.
Az 1952. évi nyári olimpiai játékokon a 4x400 méteres magyar váltó tagja (Bánhalmi Ferenc, Szentgáli Lajos, Solymosi Egon, Adamik Zsolt). 1954-ben az Európa-bajnokságon 800 méteres síkfutásban első helyezést ért el. Főiskolai világbajnok. Az 1956. évi nyári olimpiai játékokon 800 méter síkfutásban kiesett. 11-szeres magyar bajnok. 1950-1962 között 50-szeres  magyar válogatott.
1950-1958 között a Belügyminisztérium szolgálatában állt.